# Erich Hoepner
Erich Hoepner, nemški general, * 14. september 1886, Frankfurt na Odri, † 8. avgust 1944, Berlin-Plötzensee.

## Napredovanja
- Fähnrich (18. november 1905)
- poročnik (18. avgust 1906)
- nadporočnik (17. februar 1914)
- Rittmeister (18. junij 1915)
- major (1. februar 1926)
- podpolkovnik (1. april 1930)
- polkovnik (1. februar 1933)
- generalmajor (1. januar 1936)
- generalporočnik (30. januar 1938)
- general konjenice (20. april 1939)
- generalpolkovnik (19. julij 1940)

## Odlikovanja
- viteški križ železnega križa (1999.; 27. oktober 1939)
- RK des Kgl. Preuss. Hausordens von Hohenzollern mit Schwertern
- 1914 železni križec I. razreda
- 1914 železni križec II. razreda
- RK II. Klasse des Kgl. Württembg. Friedrichs-Ordens mit Schwertern
- Ehrenkreuz für Frontkämpfer
- Wehrmacht-Dienstauszeichnung IV. bis I. Klasse
- Spange zum EK I
- Spange zum EK II